# Hiram (Georgia)
Hiram – miasto w Stanach Zjednoczonych, w stanie Georgia, w hrabstwie Paulding.